# Kadišon
Kadišon (fr. Cadichon) je francuska animirana serija premijerno emitovana 6. septembra 1986. godine na TV kanalu Canal +.

## Spisak epizoda
Serija 1: Cadichon ou les mémoires d'un âne
Serija 2: Les tribulations de Cadichon